# 2019冠状病毒病对日本交通运输的影响

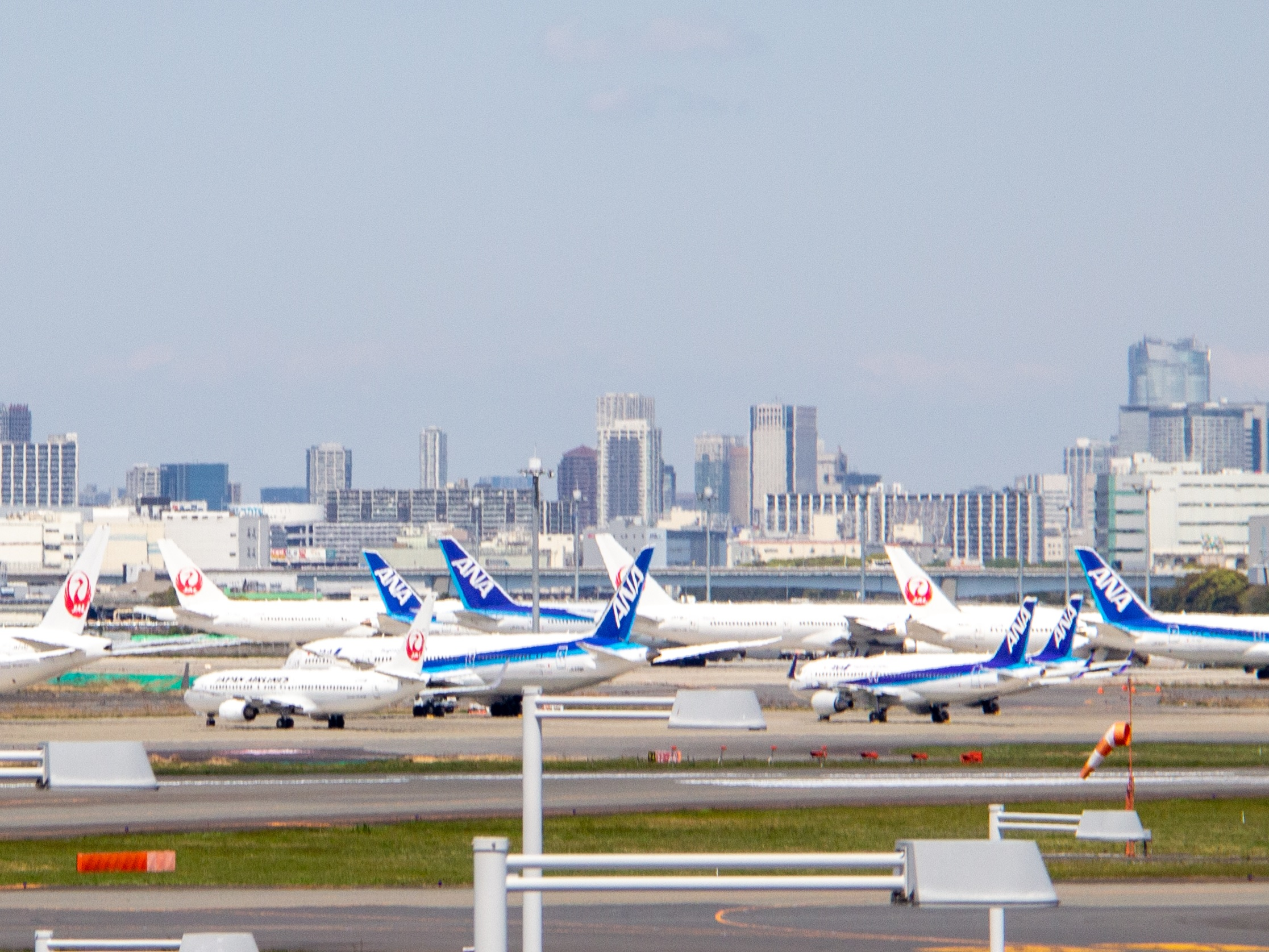
受新型冠狀病毒感染症（COVID-19）影響，航班陸續停飛，飛機停放在羽田機場

本列表介绍2019冠状病毒病疫情对日本交通运输行业造成的影响及相关报道。

## 航空

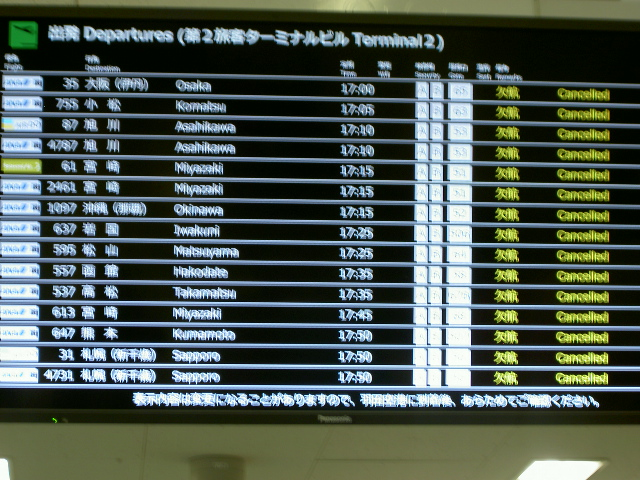
機場顯示屏提示所有航班取消

国土交通省為防止病毒蔓延，請求日本民眾避免跨都道府縣移動；並請求各航空公司，3月9日星期一上午0時起，包括香港、澳門在內，來自中国或韓国的旅客航班只降落於成田国際機場及關西國際機場。
當局依《入国管理法》，禁止外国籍人士入境。2月26日被禁止入境的只有中国（湖北省、浙江省）、韓国（大邱廣域市、慶尚北道）等，3月7日上午0時起擴大伊朗、中国、韓国的限制地區，3月11日上午0時起加入意大利、聖馬力諾等地。4月3日上午0時禁止入境增至73国，5月16日上午0時增至100国。
由於上述交通限制，多間航空公司停飛及減少航班。日本航空及全日本空輸已事實上停業，又因預定機票退票不收手續費，經營面臨巨大壓力
關西国際機場4月15日時已無国際旅客航班，是2018年9月颱風燕子以来首次。中部国際機場亦沒有国際航班在4月27日後起降。
5月長假期間，成田機場的出入境人数比上一年減少99.0％。

静岡機場、茨城機場於5月1日，岡山機場於5月7日，已無任何国内線及国際線定期航班，陷入停運。
維珍澳洲航空原定於3月下旬加入日本市場，後宣布延期，現已申請進入自願接管程序。
日本航空
截至2020年5月，有94%的国際線停運。北美出發方面，僅剩芝加哥每周1班，洛杉磯每周1班，溫哥華每周1班，其他路線，含夏威夷及關島路線全部取消。中国、韓国路線僅剩每周1班大連出發，其他全部停運。5月7日至17日，国内線取消99條路線的6,306班次。
6月国際線原計画60條路線的4680班次，當中60條路線的4513班次取消或減少班次，佔96％。5月23日至31日，国内線減少原計画72％的班次，6月1日至14日亦減少72％的班次。
全日本空輸
截至2020年5月，有90%以上的国際線停運。3月至5月末，国内線取消112條路線的16,146班次。
6月1日至30日，国際線的73條路線、2597班次中，有70條路線的2334班次取消。6月1日至30日，国内線有1万5963班次取消，佔約70%。公司宣布，搭乘時會請求乘客戴口罩，不戴口罩或發燒等身體不適者可能被拒絕登機。
天馬航空
截至2020年5月，国内線有21條路線的1578班次停運，佔86%。仙台、成田、茨城、中部、長崎、奄美等6個機場的所有航班取消。6月国内線計劃有7條路線、330班次，另外21條路線的1400班次取消，成田～塞班線停運期延至7月31日。
星悅航空
截至2020年5月，所有国際線停運。国内線取消3條路線的1452班次。
Air Do
5月，国内線有9條路線的1148班次停運。
富士夢幻航空
4月28日起所有航班停運。5月18日起部分路線重開。
捷星航空
5月6日～31日，国内線有23條路線的1170班次停運。
外国航空公司
截至2020年5月，澳洲航空集團、菲律賓航空、馬來西亞國際航空、土耳其航空、泰國国際航空的所有日本航班停運。

## 船舶
不少遊船行程取消，給港口所在地經濟帶來打擊。
2020年2月24日，郵船Cruise宣布取消3月及4月出發的遊船。公司曾一度宣布3月及4月出發的「飛鳥II」按原定計劃出航，引發批評。
因應政府請求停止來往韓國的船舶客運，JR九州高速船決定於3月9日至31日停運高速船「甲蟲號」所有班次。停運期及後延長至7月末。
駿河灣Ferry原定全部停運至5月31日，5月13日又宣布停運延長至6月尾。6月15日宣布，7月1日起重開運行。
因應政府請求停止來往韓國的船舶客運，關釜Ferry決定於3月6日至31日停止客運服務，貨物運輸不受影響（活魚車輛等的司機、温度管理者等不能登船），故船舶仍正常發出。停運期及後延長至6月末。

## 道路

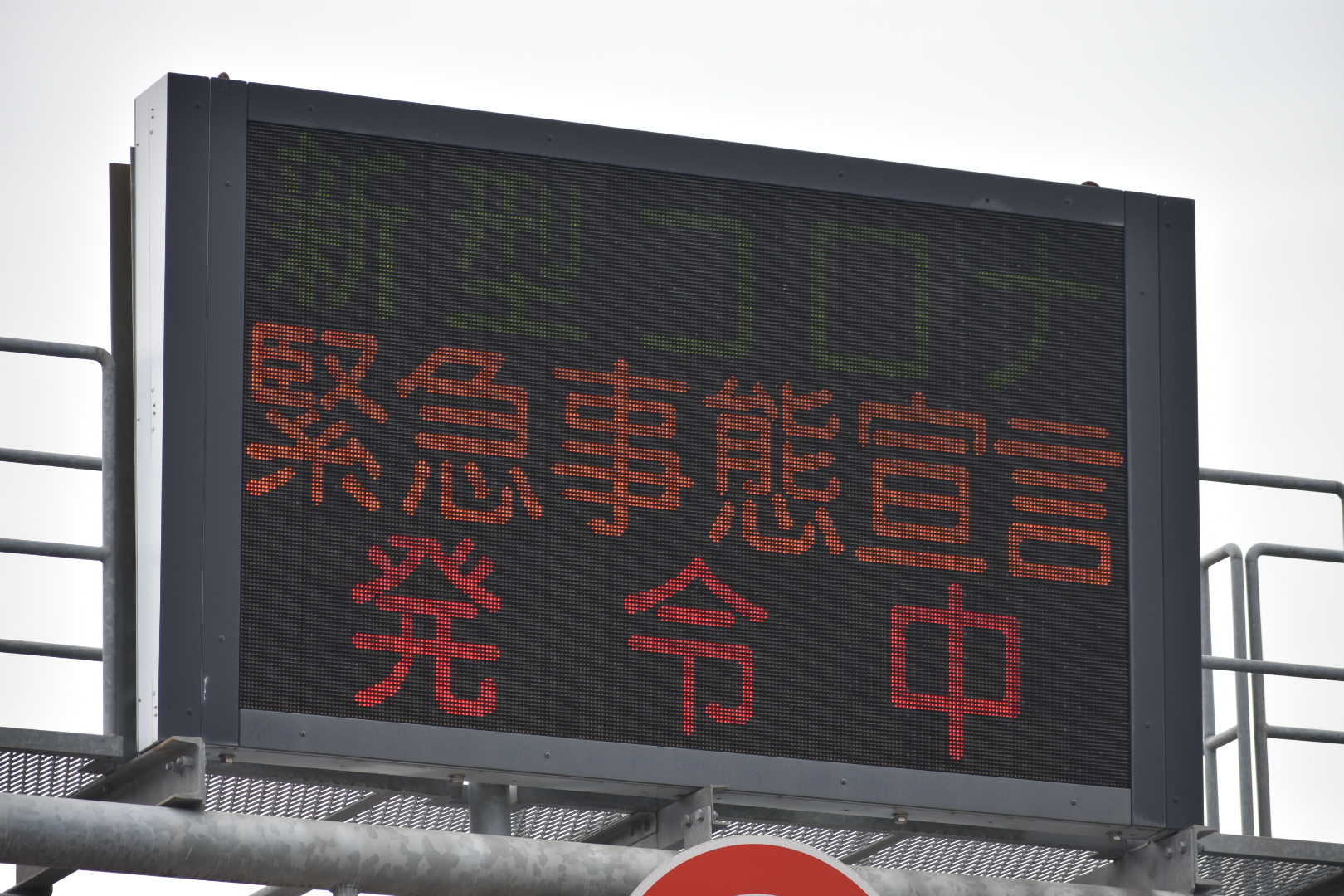
因應緊急事態宣言，電子顯示屏呼籲避免非必要、不緊急的外出

當局呼籲不要跨縣移動。

### 高速道路
- 星期六、星期日及假期的ETC假期折扣於2020年4月29日 - 6月14日停止適用[37]。
- 因近年持續虧損，又遇上疫情，北陸自動車道小矢部川SA（富山縣小矢部市）上行設施「小矢部Service Station」破產並停止服務，2020年5月8日關閉[38]。

### 計程車
受外出減少影響，計程車需求大幅減少，業績惡化，但送貨上門需求增加，国交省特別容許計程車運貨。亦有計程車公司開始接送医療人員，支援醫療服務。

### 巴士
各巴士公司減少或停運城際高速巴士班次，亦有公司減少一般路線巴士的班次。
日本巴士協会調查顯示，租借巴士3月實際使用率為10％，4月幾乎未動。
- JR北海道巴士決定，暫時減少Potato Liner、高速旭川号班次[43]，並停運每星期高速襟裳号、高速廣尾Santa号部分日期的班次[44]。
- JR巴士東北決定，4月起暫時停運阿武隈、仙台 - 磐城線、Dream盛岡號部分班次及部分高速巴士路線、定期觀光巴士路線[註 1]，並停運湖号、奥入瀨号所有班次。為代替停運的Dream仙台、東京/橫濱号，5月1日起延伸Dream仙台、新宿号至横濱站，成為Dream仙台、新宿/橫濱号[45]。
- JR巴士關東決定，暫時減少多條高速巴士路線班次[46]，並停運部分高速巴士路線、定期觀光巴士路線[註 2]，高速巴士路線暫時不停佐野Premium Outlets巴士站、東京迪士尼度假區巴士站[47]。一般路線方面，更改部分路線時刻表，並暫時停運阿見Premium Outlets直行巴士及土浦Relay号。
- JR四国巴士決定，暫時減少多條高速巴士路線班次，並停運部分高速巴士路線[註 3][48]。
- 西日本JR巴士決定，暫時減少多條高速巴士路線班次，並停運部分高速巴士路線、定期觀光巴士路線[註 4][49]。舞子Bus Stop的等待室4月10日起暫時關閉[50]。
- 中国JR巴士決定，暫時減少部分高速巴士路線班次，並停運多條高速巴士路線、定期觀光巴士路線[註 5][51][52]。廣島市内循環巴士 廣島 Maple-loop的橙線、綠線所有班次停運，檸檬線減少班次運行[53]。
- JR九州巴士決定，4月8日至5月6日停運所有往本州方面的高速巴士路線[54]，並暫時減少部分九州管内高速巴士路線的班次[55]。櫻島定期觀光巴士亦在4月13日〜5月6日期間停運[56]。
- WILLER EXPRESS於4月4日〜4月30日期間停運所有班次，共同運行路線除外[57]。共同運行路線方面，「成田Shuttle」3月19日起暫時減少班次[58]。

## 鐵路

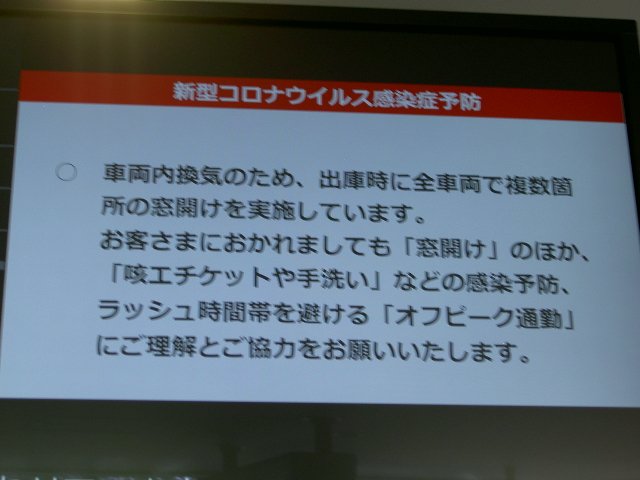
電車提示運行時開窗換氣及錯峰通勤，防止車内傳染

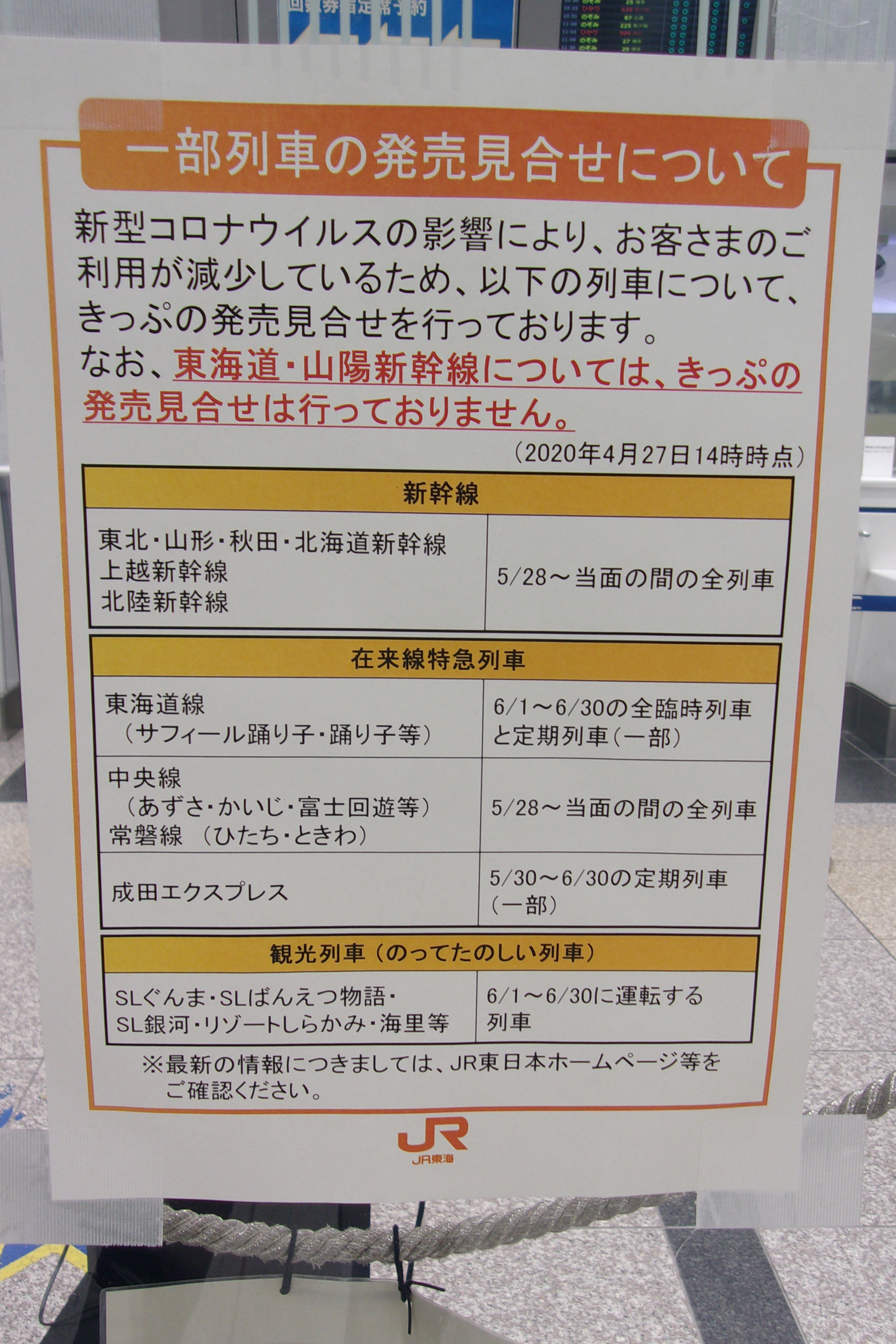
宣布暫停發售5月28日起，JR東日本的新幹線及特急列車指定券的告示
（由JR東海發布）

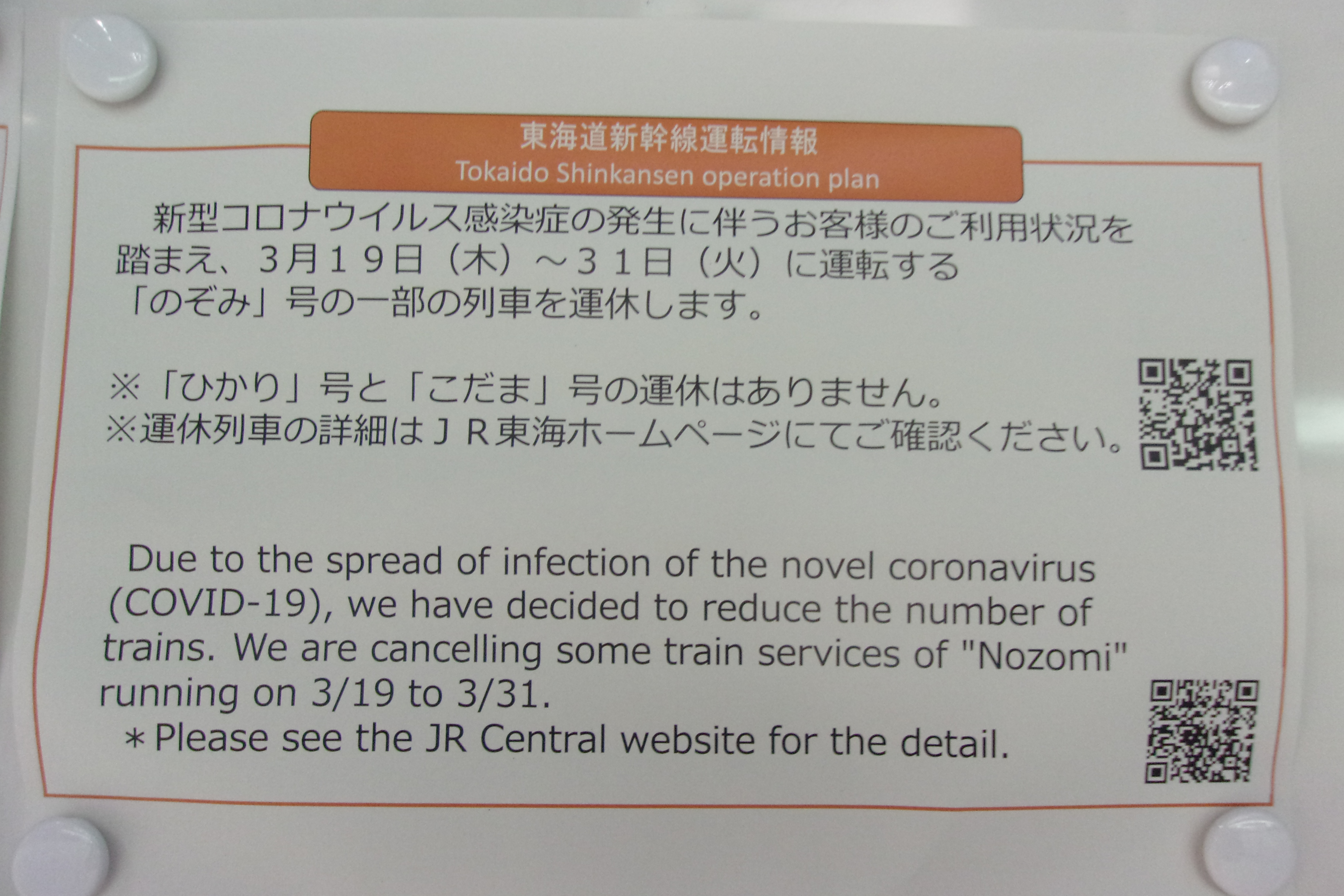
各站貼出的東海道新幹線部分停運通告

因應疫情擴大，乘客減少，各鐵路公司2020年3月左右開始減少臨時列車等的運行，並停駛部分区間的定期列車。
部分車站通常使用選擇性車門操作或車門按鈕開關車門，因應疫情，大多數車站暫停這安排。
2020年4月7日發出緊急事態宣言後，各公司開始受理定期乘車券及回数乘車券的退款請求。
- 臨時寝台特急「Sunrise出雲91、92号」停運[60]。

4月14日，6間JR公司發布黃金周的新幹線及特急指定席訂票状況，數字僅為前一年的10％，是JR成立以來最低。
- 北海道旅客鐵道
  - 因應疫情擴大，乘客減少，宣布3月23日至4月23日期間減少運行於札幌、函館、旭川、帶廣等地的特急列車，共656班次；是全国JR中首間宣布因新冠肺炎影響，減少定期路線列車的公司[62]。
  - 4月9日〜6月30日，取消北海道新幹線的Gran Class車内服務及「隼號列車」的Gran Class業務。5月9日起，取消所有列車的Gran Class業務[63][64][65]。
  - 5月7日廢止的札沼線北海道医療大学～新十津川區間，定期列車最終運行日由原定的5月6日提早至4月24日[66]，之後又提早至4月17日[67][68]。
  - 臨時列車停運状況如下[63]。
    - 釧路湿原Norokko號：4月29日 - 6月30日中的運行日
    - ：5月8日 - 6月7日中的運行日

  - 5月28日起，北海道新幹線部分定期列車停運，運行改用臨時時間表[69]。
- 東日本旅客鐵道
  - 原定於3月14日舉行的高輪Gateway站開業紀念儀式取消[70]。
  - 原定配合4月1日起群馬地方旅遊活動運行的快速「群馬DC Opening号」「Double SL群馬号」「埼玉×群馬号」「DL&SL八高号」取消[60][71][72]。
  - 4月9日〜6月30日，取消東北新幹線、上越新幹線、北陸新幹線的Gran Class車内服務及「隼號列車」「山彥號列車」「光輝號列車」「白鷹號列車」的Gran Class業務。5月9日起，取消所有列車的Gran Class業務[65]。在来線方面，4月9日〜5月31日，取消特急「Saphir踊子号」的車内服務，以及新幹線、在来線特急列車、普通列車綠色車廂的車内銷售服務[63][64]。
  - 原定配合4月29日上米内站改裝開業，於同日舉行的關聯企画及快速「上米内*漆号」運行取消[73]。
  - 因應原定於5月16日、5月17日舉行的「第8回榛名山Hill Climb in 高崎」大会取消，團体臨時列車「B.B.BASE in 榛Hill」取消[74]。
  - 原定於5月22日及5月29日運行的團体臨時列車「山鳥尾瀨夜行」取消[74]。
  - 因應水鄉佐原菖蒲祭及水鄉潮來菖蒲祭取消，原定於5月31日〜6月21日運行的特急「菖蒲祭」取消[75]。
  - 臨時列車停運状況如下[60][63][71][74][76][77]。
    - 四季島號列車：4月18日 - 5月16日出發的班次
    - 四万温泉山鳥：4月18日 - 5月31日中的運行日
    - 新宿細波:5月2日 - 5月4日（下行）、5月4日 - 5月6日（上行）
    - ：5月2日 - 5月17日中的運行日
    - Holiday快速View山梨号：5月2日 - 5月24日中的運行日
    - Holiday快速鎌倉：6月13日 - 6月21日中的運行日
    - ：4月10日 - 6月30日中的各列車運行日。受影響列車如下。
      - 首都圈區域：SL群馬 水上、EL群馬 水上、SL群馬 横川、EL群馬 横川、SL YOGISHA横川、EL YOGISHA横川、B.B.BASE
      - 東北區域：、FruiTea福島、SL銀河、TOHOKU EMOTION、POKEMON with YOU Train、Resort翌檜下北、三陸Train宮古、Resort 白神號、五能線Cruising Train
      - 信越區域：SL磐越物語、海里、現美新幹線、越乃Shu*Kura、湯澤Shu*Kura、柳都Shu*Kura、OYKOT（僅臨時快速，飯山線定期普通列車繼續運行）、HIGH RAIL 1375、HIGH RAIL 星空、Resort View故鄉、Night View姨捨

    - 以下列車取消
      - 首都圈區域：座敷桃源鄉Panorama号、春告日光弥生祭号、日光東照宮春季例大祭号、舞濱、東京Bay Area號、、神崎酒藏祭、足利大藤祭号、
      - 東北區域：Zipangu北上展勝地櫻、Zipangu平泉、Zipangu煌Marathon号、、蘋果之花 風号
      - 信越區域：櫻海里、夜櫻Shu*Kura、、鳥海、

  - 5月28日起，東北、北海道、秋田、山形、上越、北陸新幹線部分定期列車停運，運行改用臨時時間表（約6成）。中央線、常磐線特急「梓號列車」「甲斐路號列車」「富士回遊號列車」「常陸號列車」「常盤號列車」亦於5月28日起部分停運（約8成繼續運行）[78]。
- 東海旅客鐵道
  - 在東海道新幹線，原定於3月8日開出的新幹線700系電車之最終運行列車「希望號列車315号」取消，同時舉行的紀念式典等活動亦全部中止[79]。
  - 原定於3月28日運行、紀念東海道本線御厨站開業的特急「御厨」号取消，當地的紀念乘車券銷售亦中止[80]。
  - 原定於3月末開始運行的特急「『富士』～富士山滿喫Train～」号、急行「10周年飯田線秘境站号」取消，期間中的爽Walking等相關活動亦全部中止。
  - 因應3月19日～3月31日預期乘客減少，東海道新幹線臨時列車等部分列車停運，退票不收手續費[81]。
  - 其他取消的臨時列車如下[63]。

  - 5月11日起，東海道新幹線部分定期列車停運。「希望號列車」每小時剩3班，直通山陽新幹線的「希望號列車」每小時剩1 - 2班。「光號列車」「回聲號列車」所有定期列車維持正常運行[82]。
  - 月光長良號列車取消夏季班次。
- 西日本旅客鐵道
  - 4月9日〜6月30日，取消北陸新幹線的Gran Class業務[64][65]，山陽新幹線、北陸新幹線的車内銷售業務[63]。
  - 原定於5月8日開始運行的特急「WEST EXPRESS 銀河」無期限延期[83]。
  - 臨時列車停運状況如下[63][83]。
    - TWILIGHT EXPRESS 瑞風：2月29日 - 4月22日出發的班次
    - Mahoroba：取消
    - 花嫁暖簾：4月11日起暫時停運
    - 瑰麗山海號列車（Belles monta）：4月11日起暫時停運
    - SL北琵琶湖號列車：4月26日起暫時停運
    - La Malle 瀨戶内、La Malle 島並、La Malle 琴平：4月4日起暫時停運
    - 天地：3月7日起暫時停運
    - 奧出雲大蛇號列車：4月10日起暫時停運
    - ○○之話：3月7日起暫時停運
    - SL山口號：3月20日起暫時停運
    - 春之美作Slow Life列車：取消

  - 遙號列車減至6輛編成，並取消半数班次。受此影響，增結用車輛271系電車引入2星期後停用。
  - 5月16日起，每日約1400人按順序臨時回家休息[84]。
  - 5月11日起，山陽新幹線直通東海道新幹線的「希望號列車」每小時剩1 - 2班，直通九州新幹線的「瑞穗號列車」「櫻號列車」每小時剩1班。山陽新幹線内「光號列車」「回聲號列車」所有定期列車維持正常運行[85]。
- 四国旅客鐵道
  - 3月7日〜5月31日，特急「渦潮號列車」「劍山號列車」停止加入「悠悠麵包超人車」[86]。
  - 原定於4月18日開始運行的觀光列車「志国土佐 時代夜明物語」無期限延期[87]。
  - 臨時列車停運状況如下[63][86]。
    - ：取消
    - 瀨戶大橋麵包超人Torokko：3月21日起暫時停運
    - 四萬十torokko：4月4日起暫時停運
    - 伊予灘物語：3月20日起暫時停運
    - 四國真中千年物語：4月3日起暫時停運
- 九州旅客鐵道
  - 3月16日起對九州新幹線、在来線特急臨時列車，3月20日起對九州新幹線、在来線特急定期列車、快速列車及普通列車減少班次、縮短運行区間或減少車輛[88]。
  - 因應4月29日〜5月5日舉行的有田陶器市延期，原定於舉行期間運行的臨時列車（特急列車28班次、普通列車105班次）及定期普通列車1列取消[89]。
  - 4月21日決定，因應緊急事態宣言於4月16日擴大至全国，停運黃金周期間的在来線特急列車。5月2日〜5月6日，JR九州管内所有特急列車取消[90]。
  - 臨時列車停運状況如下[63][91]。
    - 九州七星號列車：4月18日 - 5月19日出發的班次
    - 九十九島綠：取消
    - 由布院之森森3、4号，由布73、74号：4月24日 - 5月10日
    - 翡翠山翡翠號列車1、2号：4月24日 - 5月10日
    - 坐A列車去吧3、4号：4月24日 - 5月10日
    - JRKYUSHU SWEET TRAIN「或列車」：4月17日 - 5月6日

  - 5月11日起，九州新幹線直通山陽新幹線的「瑞穗號列車」「櫻號列車」每小時剩1班，九州新幹線内「燕號列車」部分班次取消或更改運行区間[92]。
- 函館市企業局交通部
  - 4月15日起，暫時取消運行箱館High Collar號[63]。
- 小田急電鐵

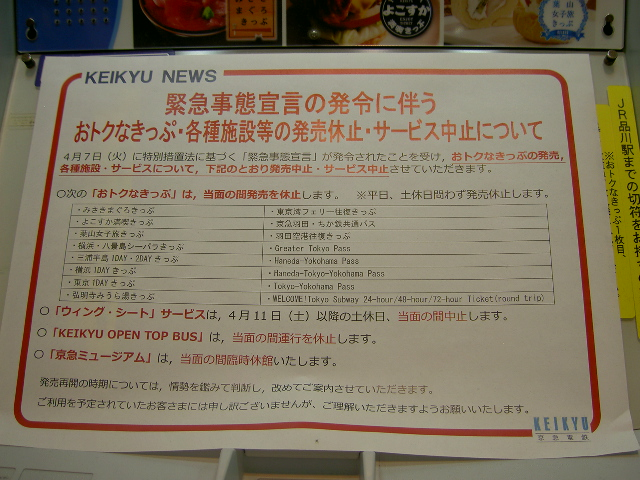
京急各種車票的取消發售通知

  - 4月8日起，暫時取消發售箱根Free Pass，江之島、鎌倉Free Pass，丹澤、大山Free Pass，小田急東京Metro Pass，江之島1day Passport，宮瀨Dam Hiking Pass。箱根旧街道、1号線車票，日歸温泉箱根湯寮Coupon，1日全線Free乘車券，小江戶、川越Free Coupon[93]。
- 東武鐵道
  - 4月10日起，暫停發售部分企画乘車券[94]
  - 4月11日起，暫時取消100系電車（SPACIA）、500系電車（Revaty）的車内銷售服務[95]
  - 4月11日〜5月5日，取消運行SL「大樹」[63]。
- 西武鐵道
  - 4月8日起，暫時取消發售秩父Free車票，秩父漫遊車票，小江戶、川越Free Coupon、川越Access車票，西武線發 三崎鮪車票，西武横濱中華街美食車票、西武橫濱Bayside車票，西武東急線Triangle Pass，江之島、鎌倉Free Pass，箱根Free Pass，以及面向入境旅客的企画乘車券[96]。
  - 因應職業棒球正式比賽延期，4月10日〜4月30日取消運行球場列車[97]。
  - 4月11日〜5月5日，取消運行西武 旅行餐廳「52席的至福」[63]。
- 京王電鐵
  - 4月8日起，暫時取消發售高尾山車票，新選組故鄉巡迴車票，京王Amusement Passport[98]。

- 東急電鐵

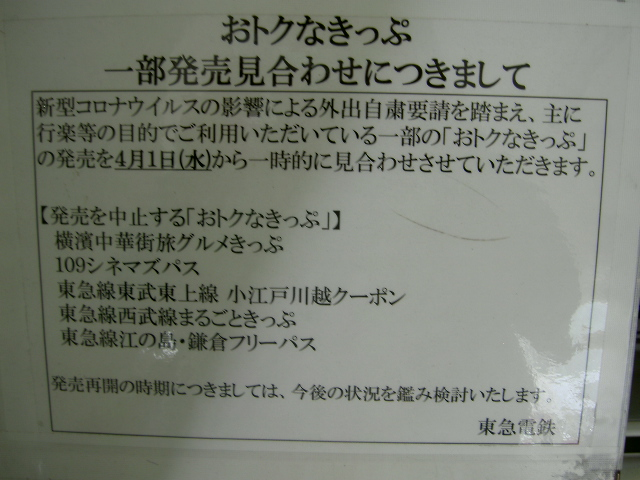
東急各種車票的取消發售通知

  - 4月1日起，暫時取消發售横濱中華街旅美食車票，東急線東武東上線小江戶川越Coupon，東急線西武線完全車票，東急線江之島、鎌倉Free Pass，109 Cinemas Pass[98]。

- 京濱急行電鐵
  - 4月8日起，暫時取消發售三崎鮪車票，横須賀滿喫車票，葉山女子旅車票，橫濱、八景島Sea Paradise車票，橫濱1DAY車票，東京1DAY車票，弘明寺三浦湯車票[99]。
  - 京急博物館暫停營業[99]。
  - 4月8日起，暫時取消運行KEIKYU OPEN TOP BUS 三浦及KEIKYU OPEN TOP BUS 橫濱[99]。
  - 4月8日起，暫時停止運營Keikyu Tourist Information Center[99]。
  - 4月11日起，暫時取消「Wing Seat」服務[99]。
- 真岡鐵道
  - 3月7日〜5月6日，取消運行SL真岡[63]。
- 秩父鐵道
  - 4月13日起，暫時停運急行「秩父路」、西武鐵道直通列車的所有列車及部分普通列車，較晚發出部分始發列車及較早發出最終列車，所有列車按工作日時刻表運行[63]。
- 小湊鐵道
  - 4月2日起，暫時取消運行里山開放式列車[63]。
- 渡良瀨溪谷鐵道
  - 臨時列車停運状況如下[63]。
    - Torokko Wasshī号：4月6日 - 5月8日
    - Torokko渡良瀨溪谷号、Torokko聯絡列車：4月11日 - 5月6日
- 伊豆急行
  - 取消4月份的THE ROYAL EXPRESS運行[63]。
- 大井川鐵道
  - 4月10日〜5月29日，取消運行SL川根路号、EL川根路号[63]。
  - 4月14日〜5月29日，停運井川線全線[100]。
- 名古屋臨海高速鐵道
  - 因應金城埠頭地区的活動等取消，原定於4月中運行的臨時列車全部取消[101]。
- 長良川鐵道
  - 4月10日〜5月10日，取消運行Nagara[63]。
- 富士急行
  - 臨時列車停運状況如下[63]。
    - 富士山View特急（Sweets Plan）：3月14日 - 4月29日
    - 富士登山電車：4月9日起暫時停運（改以一般車輛運行）
- 信濃鐵道
  - 4月10日〜5月11日，取消運行六文[63]。
- 北越急行
  - 4月19日起，暫時取消HK100形「夢天空II」内的放映服務[63]。
- 越後心動鐵道
  - 4月10日〜5月10日，取消運行越後心動Resort雪月花[63]。
- 愛之風富山鐵道
  - 4月11日〜5月5日，取消運行一万三千尺物語[63]。
- 能登鐵道
  - 4月13日起，取消運行能登里山里海号[63]。
- 近畿日本鐵道
  - 原定於3月22日，在高安檢車區青山町車庫舉行的鮮魚列車（3月13日停運）及後繼鮮魚運輸專用列車攝影会取消[102]。（最初宣布延期[103]。）
  - 4月29日〜5月6日，生駒鋼索線（生駒纜車）山上線（宝山寺〜生駒山上區間）全日停運[104]。
  - 4月29日〜5月10日，葛城索道線（葛城山索道）全日停運[105]。
- 阪急電鐵
  - 4月11日〜5月6日，取消運行京Train、京Train雅洛[63]。

- 嵯峨野觀光鐵道
  - 4月8日至5月6日停運[63]。

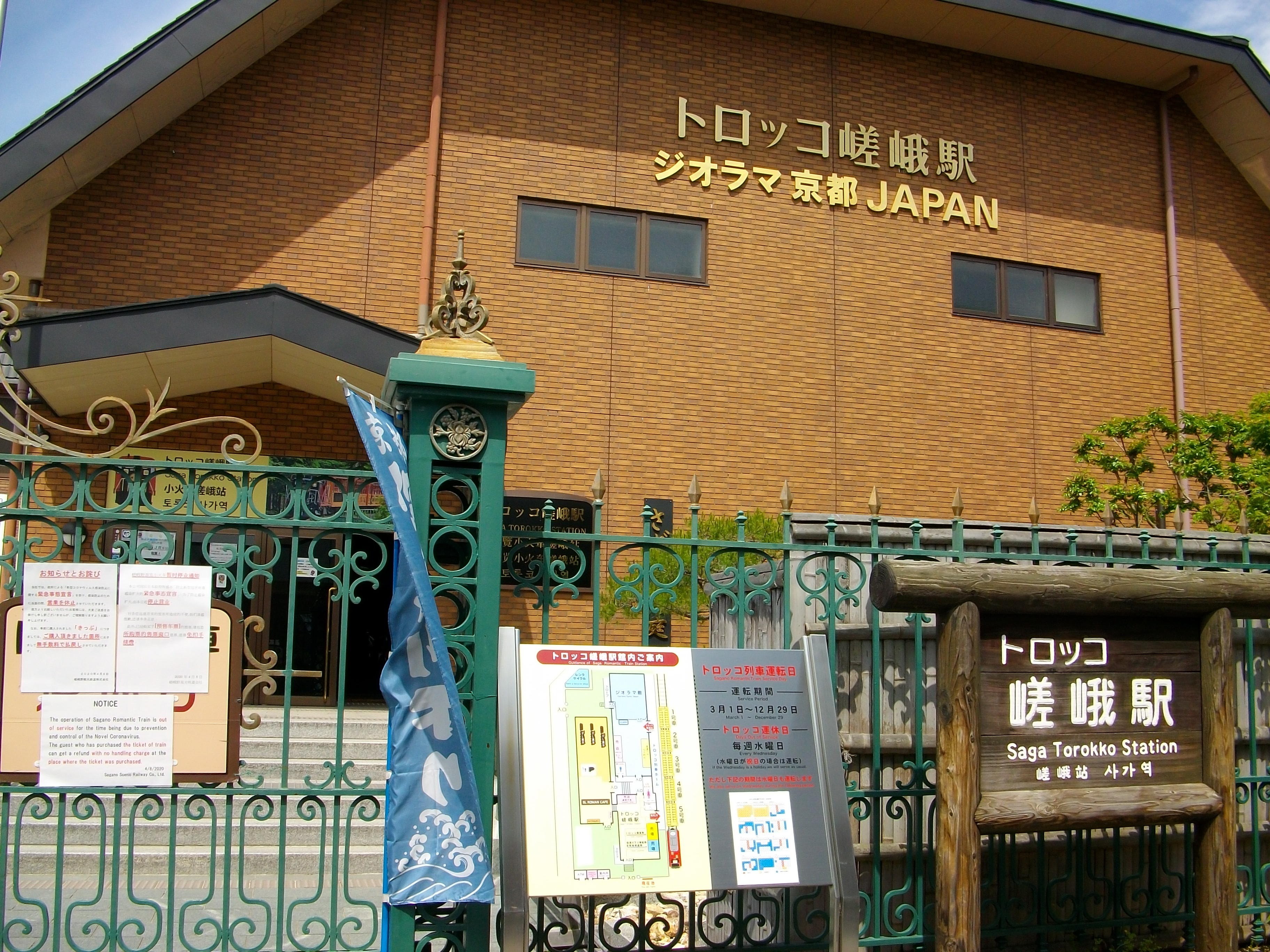
停運及關閉的Torokko嵯峨站

- WILLER TRAINS（京都丹後鐵道）
  - 臨時列車停運状況如下[63]。
    - 丹後赤松号：4月2日 - 5月29日中的運行日
    - 丹後黑松号（大人的Sweets Course、地肴Course）：4月4日 - 5月31日中的運行日
- 平成筑豐鐵道
  - 臨時列車停運状況如下[63]。
    - 餐廳列車「Cotocoto列車」：4月6日 - 4月26日中的運行日
    - Torokko潮風号：3月25日起暫時停運
- 西日本鐵道
  - 4月17日〜5月6日，取消運行THE RAIL KITCHEN CHIKUGO所有服務種類。原計劃舉行的「1周年紀念活動」亦取消[63]。
- 肥薩橙鐵道
  - 4月17日〜5月6日，取消運行橙食堂[63]。
- 伊予鐵道
  - 少爺列車停運[106]。